# Пузырчатая головня кукурузы
Mycosarcoma maydis (лат.) — вид грибов-устомицетов из рода Mycosarcoma семейства устилаговых, возбудитель пузырчатой головни кукурузы, поражает кукурузу и теосинте. Образует галлы на всех надземных органах растения. Этот гриб является съедобным, в Мексике считается деликатесом и называется уитлакоче; употребляется, как правило, в качестве начинки в кесадильях и других блюдах из тортильи, а также в супах.

## Характеристика заболевания
Гриб поражает все органы растения, вторгаясь в яйцеклетки его хозяина. Заражение приводит к тому, что семена раздуваются, образуя опухолевидные галлы, внешне напоминающие плодовое тело гриба. Эти галлы состоят из гипертрофированных клеток заражённого растения, а также из гифов гриба и сине-чёрных спор. После гибели клеток растения тёмные споры придают початкам выгоревший вид, поэтому латинское название гриба происходит от ustilare (гореть).

## Биология

### Жизненный цикл
При выращивании в лаборатории на простых питательных средах он ведёт себя как пекарские дрожжи, образуя отдельные клетки, называемые споридиями. Эти клетки размножаются, отпочковываясь от материнских клеток. Когда два совместимых споридия встречаются на поверхности растения, они переключаются на другой способ роста. На поверхности растения они сливаются и образуют гифу, которая прорастает внутрь растения. Гифы, растущие в растении, являются дикариотическими — они имеют два гаплоидных ядра на один сегмент гиф. Чтобы перейти в дикариотическую фазу, гриб обязательно должен инфицировать растение, в лаборатории это состояние невозможно создать или поддерживать.
Рост гриба внутри растения приводит к таким симптомам, как хлороз, образование антоцианов, замедление роста и появление опухолей, скрывающих развивающиеся телиоспоры.
Зрелые споры высвобождаются из опухолей и распространяются дождём и ветром. При благоприятных условиях образуется метабазидий, в котором происходит мейоз. Образующиеся гаплоидные ядра преобразуются в вытянутые отдельные клетки. Эти клетки отделяются от метабазидия, превращаясь в споридии, тем самым завершая жизненный цикл.

### Конфликт между хозяином и патогеном
Растения имеют эффективные способы защиты от патогенных микробов. Быстрая защитная реакция растений после нападения патогенных микроорганизмов — это окислительный взрыв, который вызывает образование активных форм кислорода в месте попытки вторжения. В качестве патогена головня может реагировать на такой окислительный взрыв реакцией окислительного стресса, регулируемой геном YAP1. Этот ответ защищает гриб от атаки хозяина и необходим для вирулентности возбудителя. Кроме того, головня имеет хорошо отлаженную систему рекомбинационной репарации ДНК. Эта система восстановления включает гомолог белка Rad51, который имеет очень сходную последовательность и размер с аналогами млекопитающих. Эта система также включает белок Rec2, который более отдаленно связан с Rad51, и белок Brh2, гомологичный белку BRCA2 млекопитающих (дефекты которого приводят к нарушениям репарации ДНК, в частности, способствуют раку груди у человека). Когда любой из этих белков инактивируется, чувствительность головни к агентам, повреждающим ДНК, увеличивается. Также становится недостаточной митотическая рекомбинация, увеличивается частота мутаций и мейоз не завершается. Эти наблюдения позволяют предположить, что рекомбинационная репарация во время митоза и мейоза у патогена может помочь ему в восстановлении повреждений ДНК, возникающих в результате окислительно-защитного ответа хозяина на инфекцию.

## Применение

### Модельный организм
Подобный дрожжам рост головни делает его привлекательным модельным организмом для исследований, хотя его значение в природе неизвестно. Гриб исключительно хорошо подходит для генетической модификации. Это позволяет исследователям относительно легко изучить взаимодействие между грибом и его хозяином.
Головня используется не только для изучения болезней растений, но и для изучения генетики растений. В 1996 году исследование генетики пузырчатой головни привело к открытию метода гомологичной рекомбинации, используемого для репарации ДНК. Другие исследования гриба также определили роль цитоскелета в поляризованном росте. Во многом благодаря работе с головнёй теперь известна функция гена рака молочной железы BRCA2. Гриб в основном изучается как модельный организм для взаимодействия патогенов хозяина и доставки эффекторного белка.

### Промышленные биотехнологии
Пузырчатая головня способна производить широкий спектр ценных химических веществ, таких как устилаговая кислота, итаконовая кислота, яблочная кислота и гидроксипараконовая кислота. Благодаря этой способности она приобретает все большую актуальность для промышленного применения.